# Террі Мур (футболіст)
Террі Мур (англ. Terry Moore; нар. 2 червня 1958, Монктон) — канадський футболіст, що грав на позиції захисника за низку команд США і північноірландський «Гленторан», а також національну збірну Канади.

## Клубна кар'єра
У дорослому футболі дебютував 1980 року виступами за команду клубу «Сан-Дієго Сокерс», в якій провів один сезон, взявши участь в 11 матчах чемпіонату. 
Згодом з 1981 по 1984 рік грав у складі команд клубів «Тампа-Бей Роудіс» та «Талса Рафнекс».
1985 року отримав запрошення з Європи, де почав виступи в північноірландському «Гленторані», за який відіграв сім сезонів. Завершив професійну кар'єру футболіста виступами за команду «Гленторан» у 1992 році.

## Виступи за збірну
1983 року дебютував в офіційних матчах у складі національної збірної Канади. Протягом кар'єри у національній команді, яка тривала 4 роки, провів у її формі 11 матчів.
У складі збірної був учасником чемпіонату світу 1986 року у Мексиці, де залишався гравцем запасу і на поле не виходив.

## Титули і досягнення
- Переможець Чемпіонату націй КОНКАКАФ: 1985